# Onishi Koji
Koji Onishi (sinh ngày 6 tháng 6 năm 1988) là một cầu thủ bóng đá người Nhật Bản.

## Sự nghiệp câu lạc bộ
Koji Onishi đã từng chơi cho Tokushima Vortis và Kamatamare Sanuki.